# 8320 van Zee
8320 van Zee este o planetă minoră (asteroid), cu un diametru de 5,453 km, din centura de asteroizi. A fost descoperită pe 13 septembrie 1955 la Observatorul Goethe Link⁠(d) de Indiana Asteroid Program⁠(d) și a fost numită după Liese van Zee⁠(d). 
Obiectul prezintă o orbită caracterizată de o semiaxă mare de 2,4310091 UAi, o excentricitate de 0,19, o înclinație de 2,43184 ° în raport cu ecliptica.